# 威廉 (維德親王)
維德親王威廉（德語：Wilhelm zu Wied，1845年8月22日—1907年10月22日），維德親王，阿爾巴尼亞親王威廉的父親、羅馬尼亞王后伊麗莎白的弟弟。

## 家庭
1871年，威廉與奧蘭治-拿騷的瑪麗公主結婚，兩人共有4子2女：
1. 腓特烈（1872年—1945年），維德親王
2. 亞歷山大（1874年—1877年），夭折
3. 威廉（1876年—1945年），阿爾巴尼亞親王
4. 維克多（1877年—1946年）
5. 路易絲（1880年—1965年）
6. 伊莉莎白（1883年—1938年）